# Malacomorpha longipennis
Malacomorpha longipennis är en insektsart som först beskrevs av Ludwig Redtenbacher 1906.  Malacomorpha longipennis ingår i släktet Malacomorpha och familjen Pseudophasmatidae. Inga underarter finns listade i Catalogue of Life.